# Rosensparre
Rosensparre var en dansk adelsätt. Släkten kallade sig även Skarholt, efter godset Skarhult, förr skrivet Skarholta och Skarolt, som åtminstone sedan 1300-talet tillhörde ätten. Den äldste, med visshet kände, av ätten Skarholt är Johannes Nielsen, landsdomare i Skåne som skrev sig till Skarhult på 1350-talet. Hans ämbete bekläddes vidare av flera av hans efterkommande. Namnet Rosensparre, som också användes av släkten, kom från det talande sköldemärket. 
Vapen: tre röda rosor på en silversparre mot blå botten.
Sten Rosensparre var en skånsk adelsman och riksråd. Han var född 1523 och uppfostrades efter sin fars död 1530 av sin mor på Skarhult. Sten Rosensparre gifte sig omkring 1552 med Oluf Rosenkrantz dotter Mette Rosenkrantz. År 1565 stupade Sten i slaget vid Axtorna i Halland. Hans änka Mette Rosenkrantz på Vallö slutförde det ombygge av Skarhult som påbörjats av hennes förste make. Ett par år senare gifte Mette om sig med Peder Oxe Gisselfeldt. Peder Oxe ägde en mängd stora egendomar samt Ravnsborgs län. Vid Peder Oxes död 1575 ärvde hans hustru makens stora förmögenhet och blev därmed Danmarks rikaste kvinna.
Länge har hävdats att när Mette Rosenkrantz dog på Skarhult 1588 begravdes hon i Skarhults kyrka och hon är avbildad med sin make på en gravsten. Brunius uppgav dock att man vid en gravundersökning bara påträffade en kista, Sten Rosensparres. Mette Rosenkrantz vilar tillsammans med sin andre man Peder Oxe i Vor Frue Kirke i Köpenhamn.
Sonen och sedermera riksrådet Oluf Steensen Rosensparre ärvde Skarhult och det var sannolikt han som uppförde den västra längan. Oluf fick endast döttrar och med hans död 1624 slocknade ätten Rosensparre på svärdssidan. Av Oluf Steensen Rosensparres döttrar gifte sig Birgitte, drottningens kammarjungfru, med Corfitz Eriksen Ruud på Sandholt. De löste ut hennes syster Elisabeth och blev ensamma ägare till Skarhult. År 2021 fick en ättling till Ingeborg Jepsdatter Rosensparre godkännande för att återaktivera Rosensparre som efternamn och år 2021 finns det fem levande Rosensparre

### Webbkällor
- Skarhult i Nordisk familjebok (andra upplagan, 1917)